# Grès Singuliers
Les Grès Singuliers sont une formation géologique occupant une zone géographique restreinte dans le sud du massif du Mont-Blanc, notamment aux col des Fours et au col du Bonhomme. C'est un système sédimentaire à dominance siliciclastique, dont l'origine est énigmatique.

## Découverte
Les Grès Singuliers ont été découverts au col du Bonhomme par de Saussure en 1779, et décrits par lui en 1786.

## Formation
Une étude publiée en 2020 suggère que cette unité provient principalement de l'érosion du socle local et de la couverture sédimentaire antérieure au rift.

Les Grès Singuliers
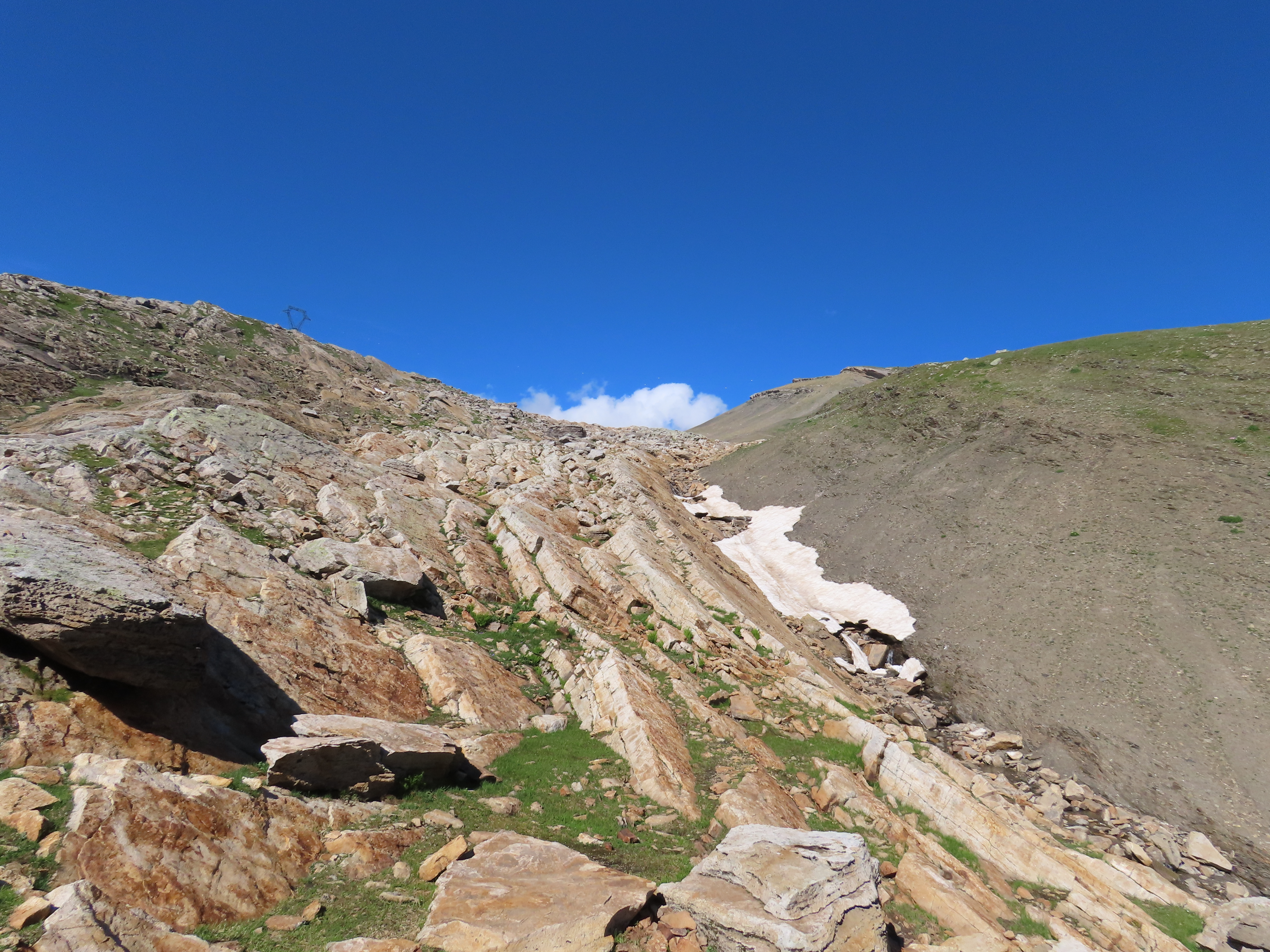
Au col des Fours.
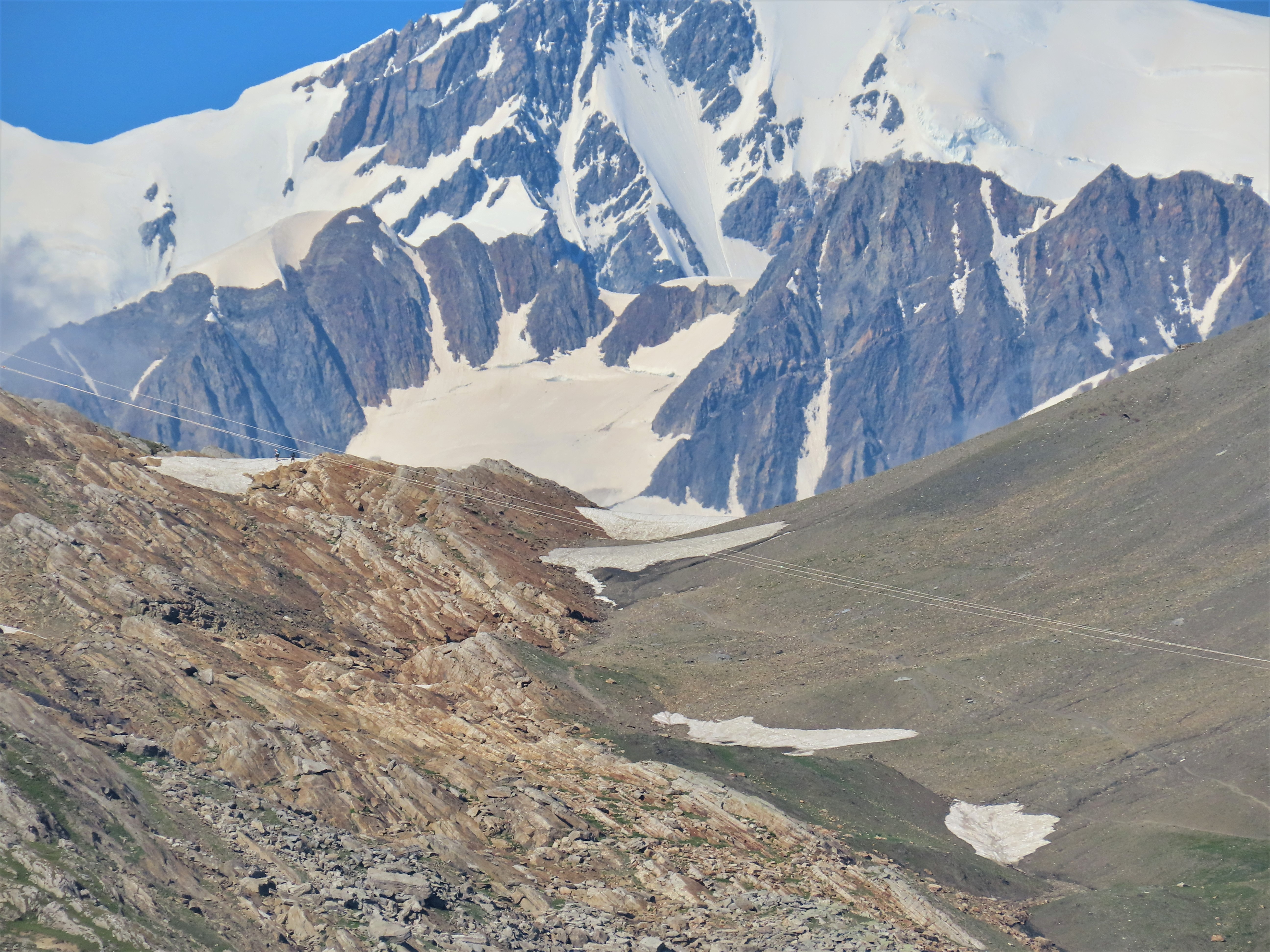
Au col des Fours.
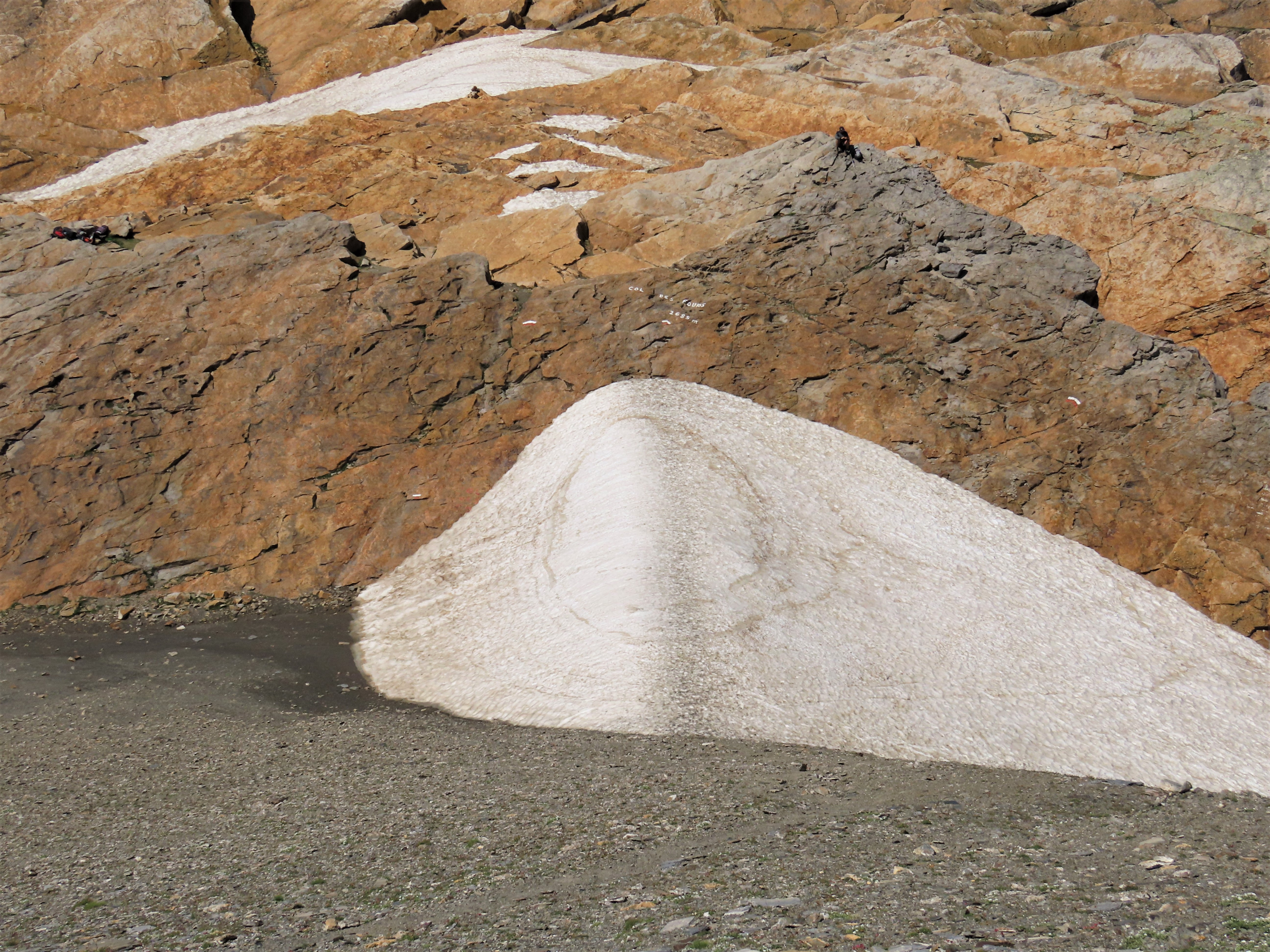
Au col des Fours.
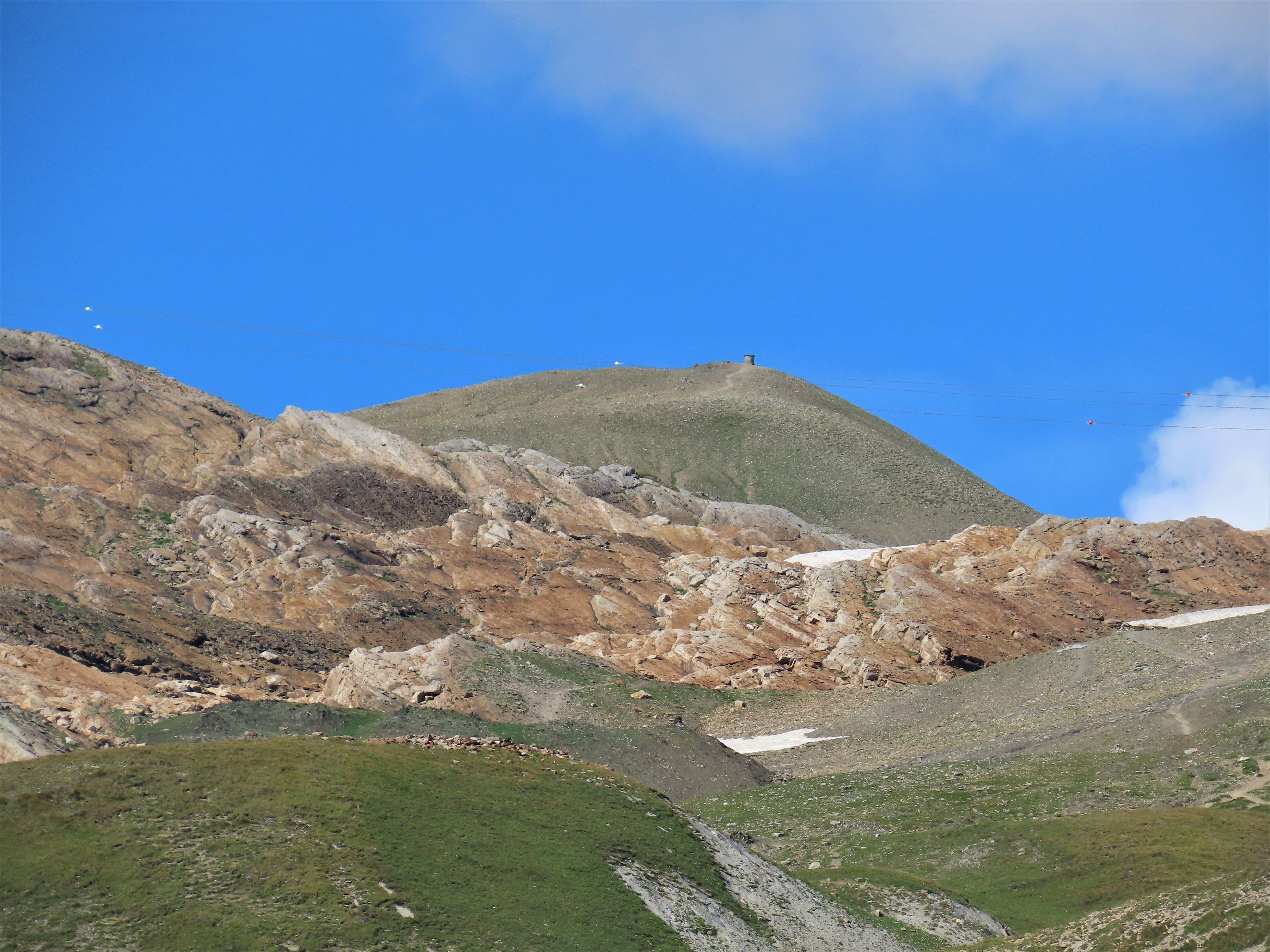
Sous la tête Nord des Fours.
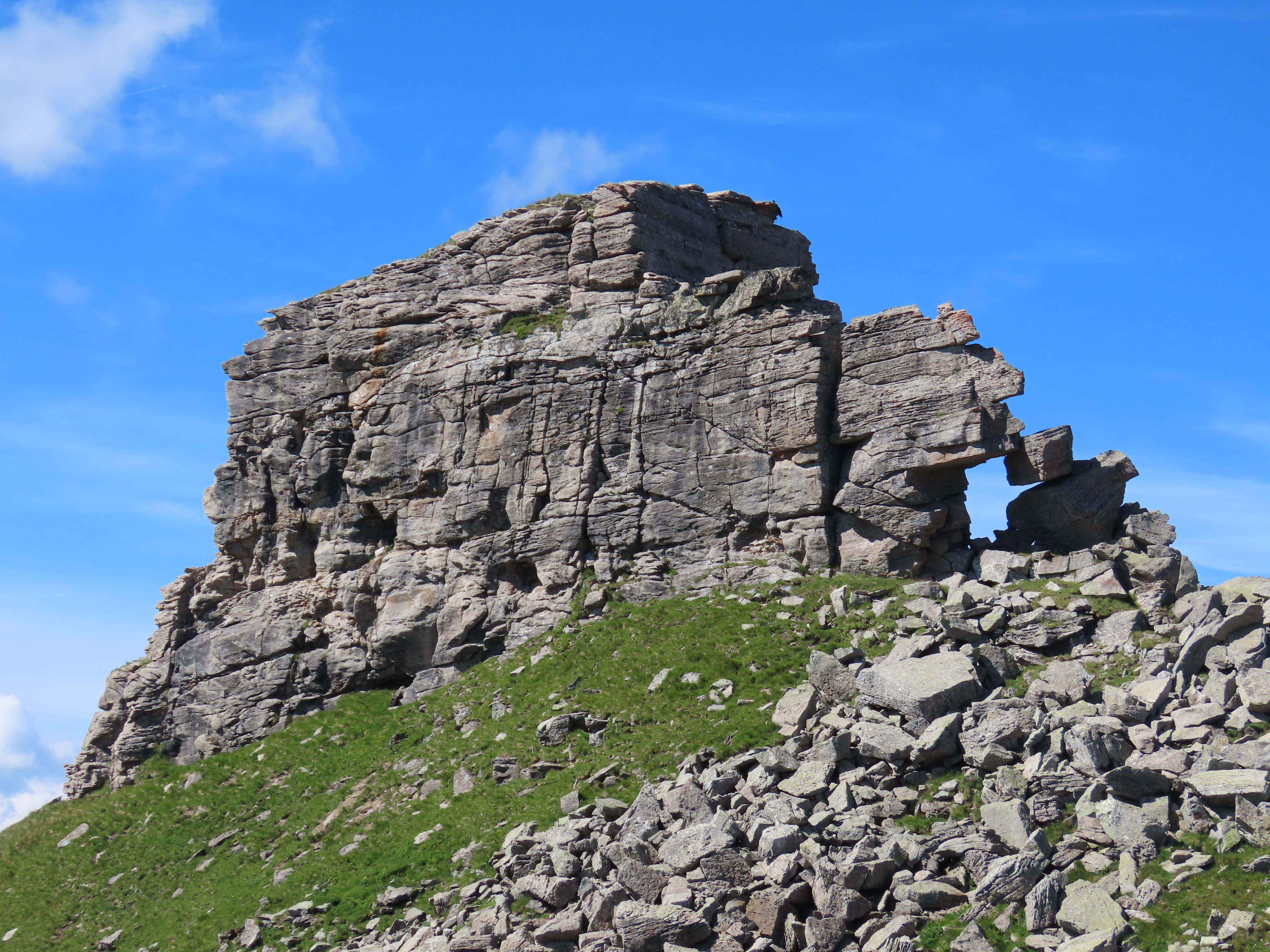
Le rocher du Bonhomme formé de Grès Singuliers.
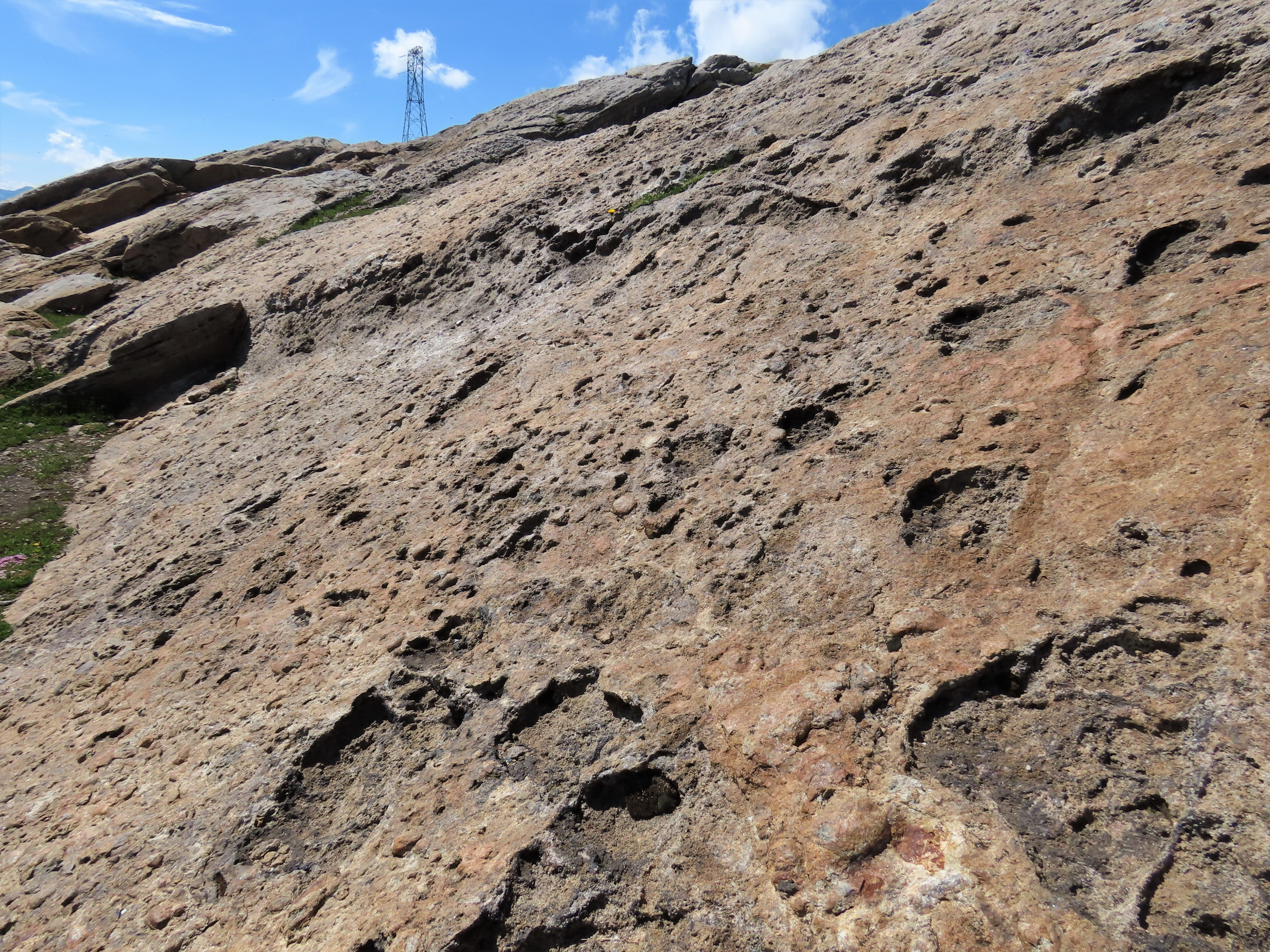
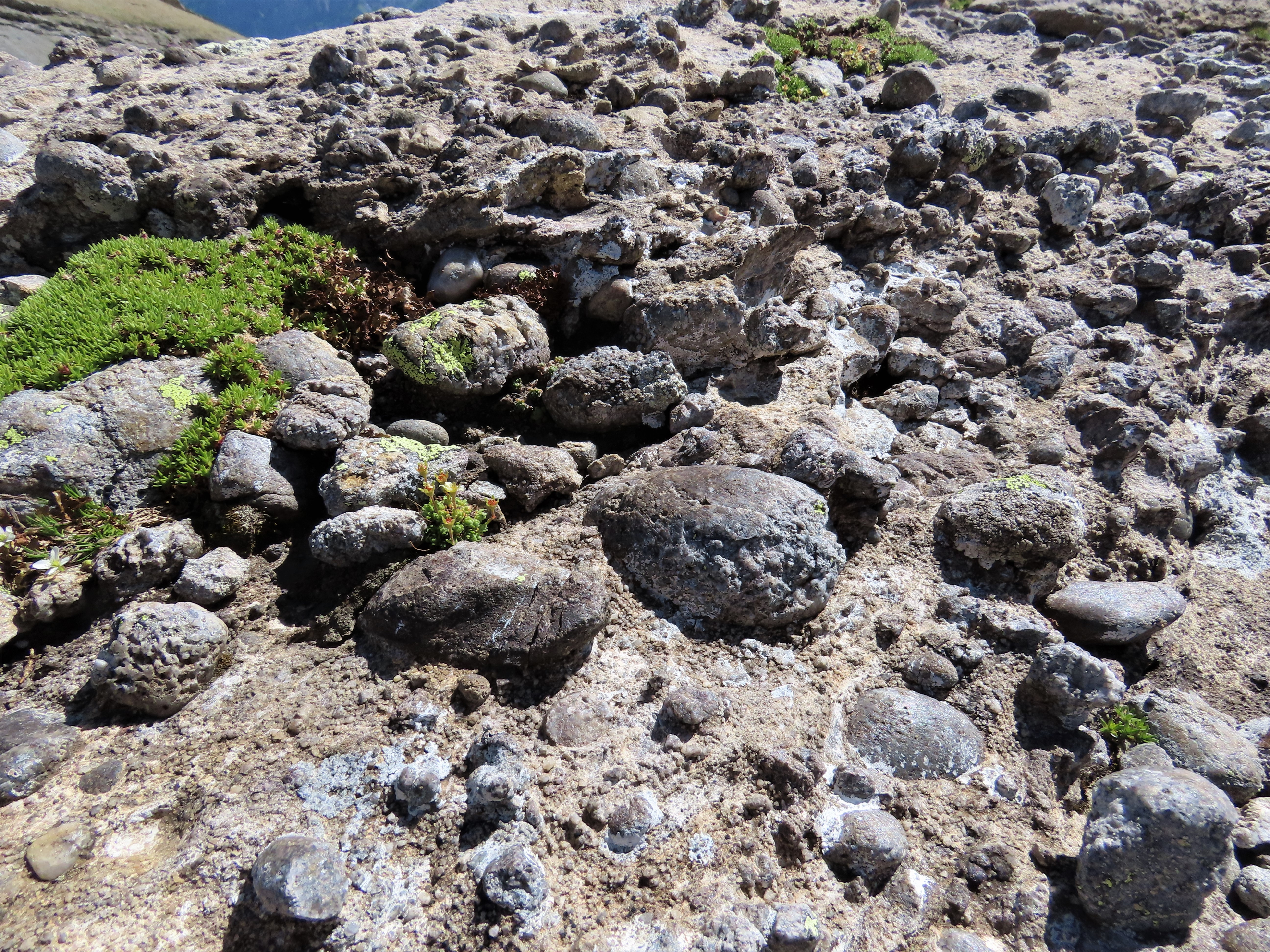
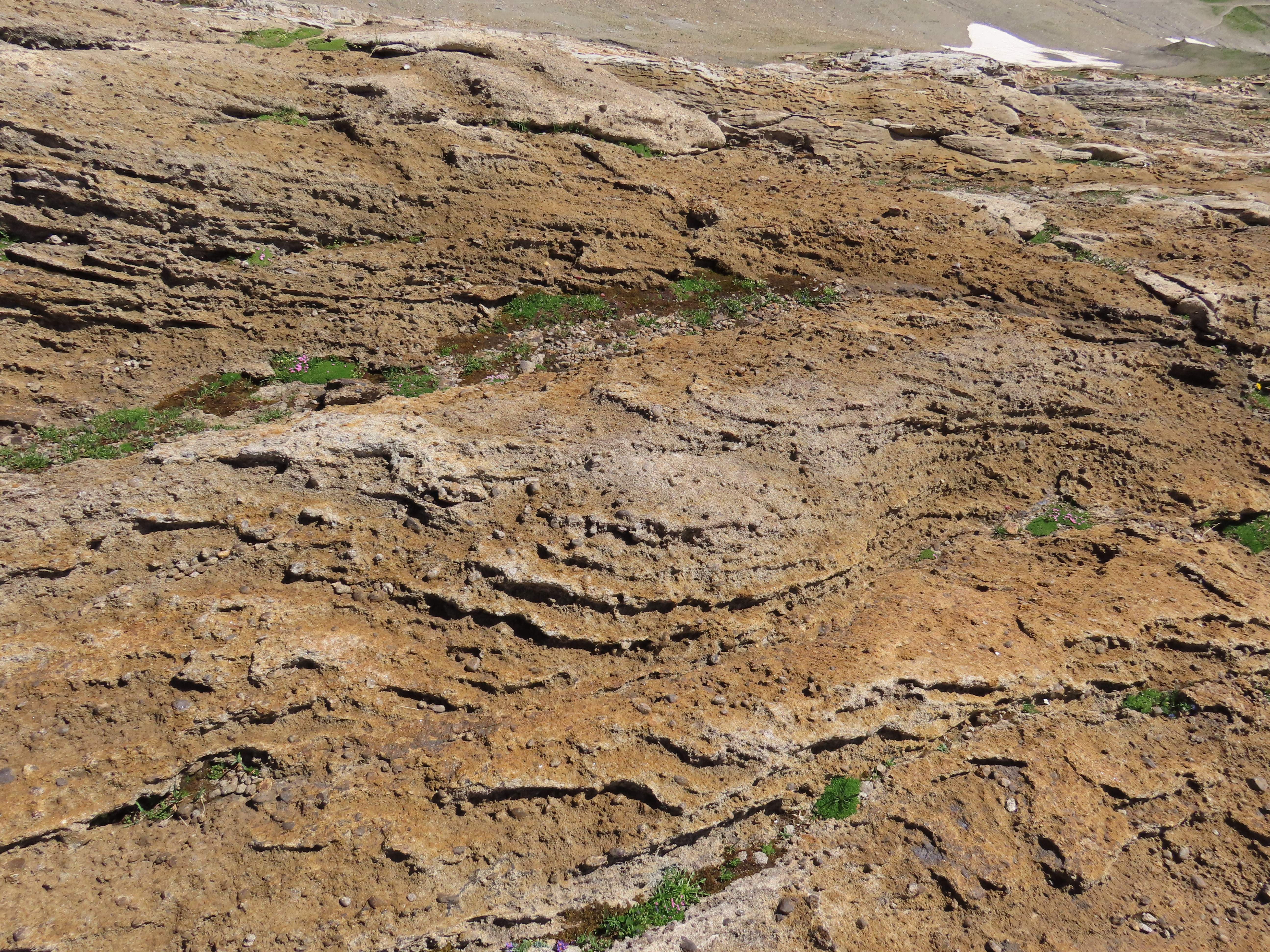
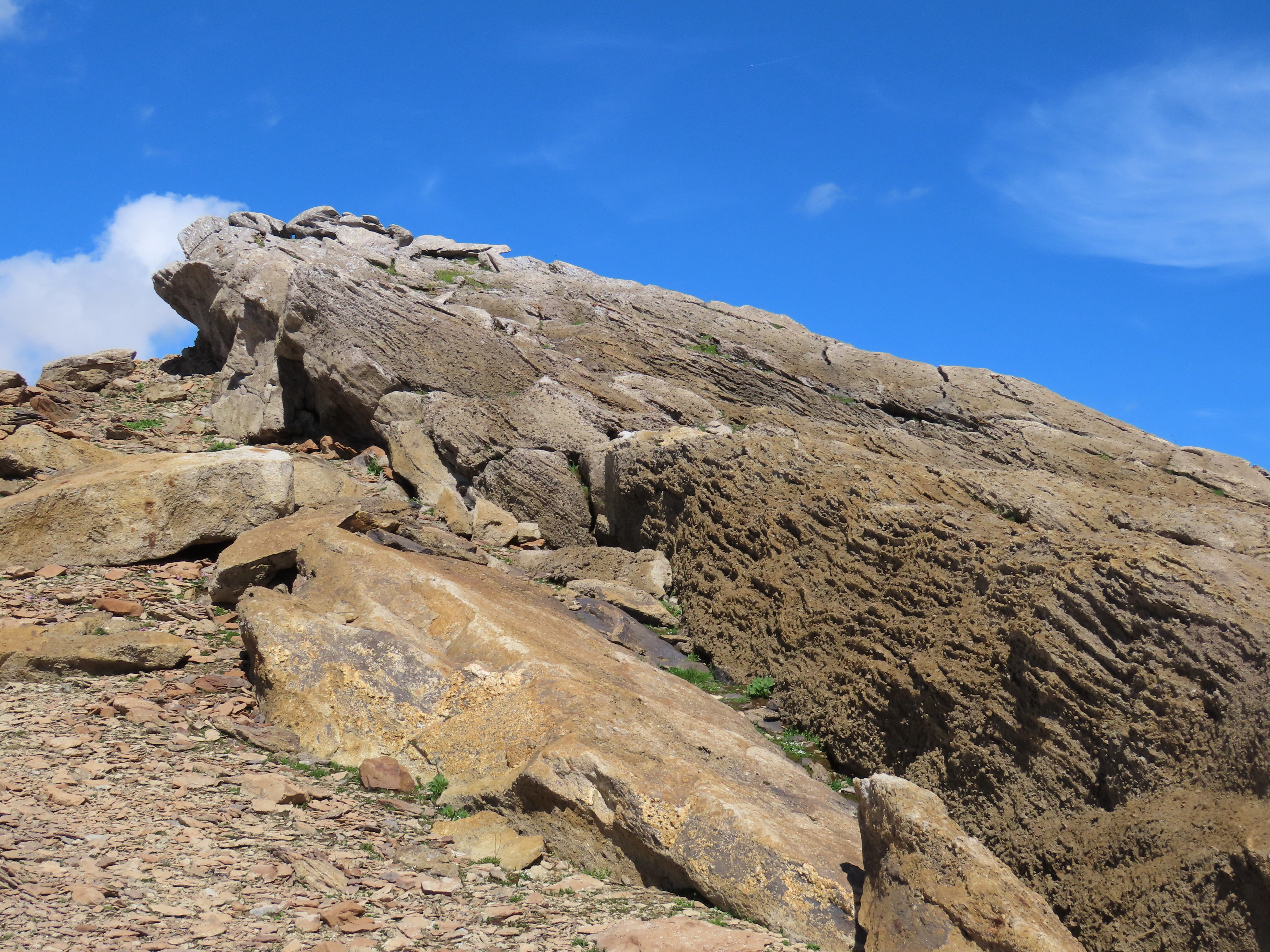
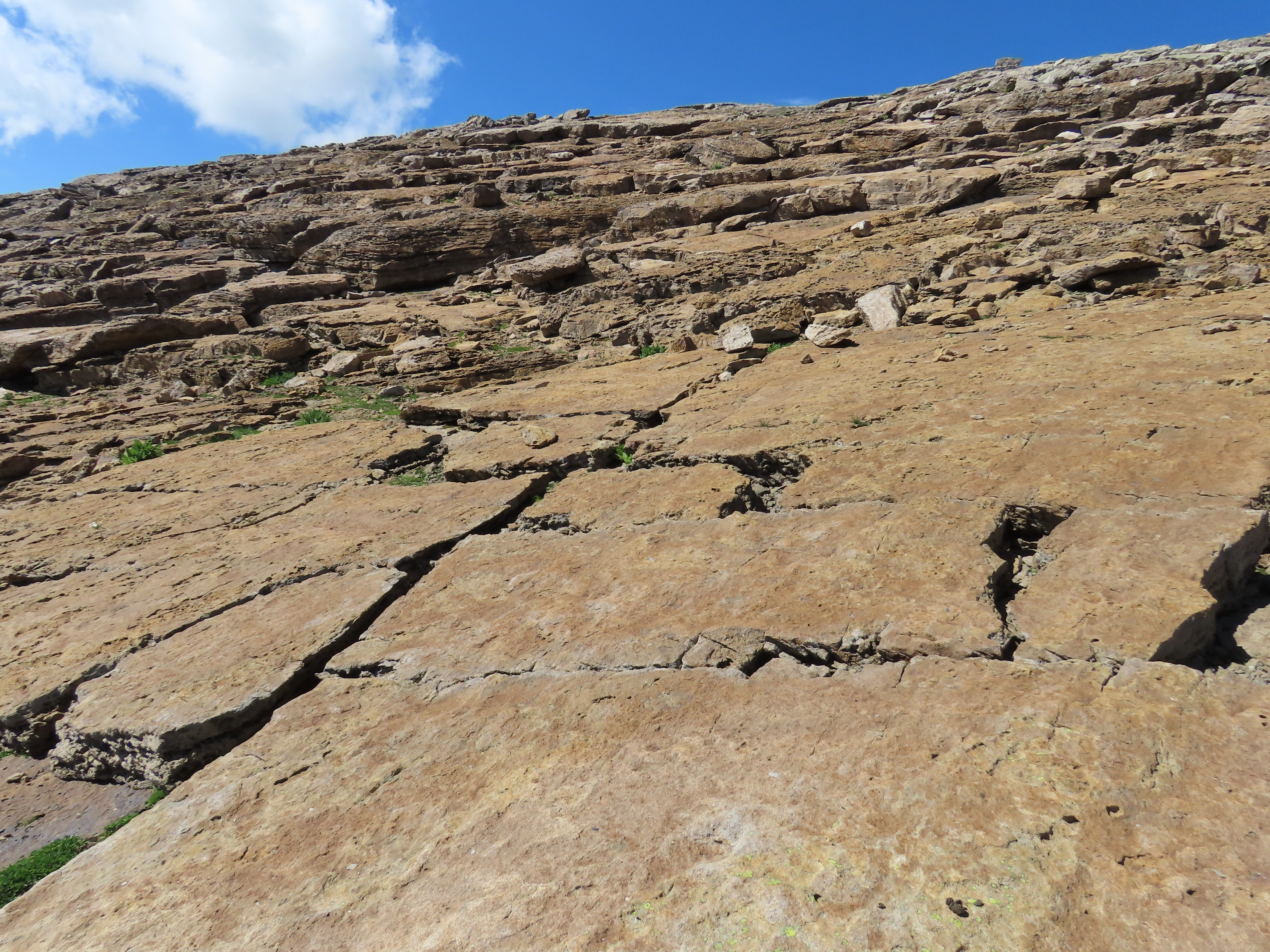
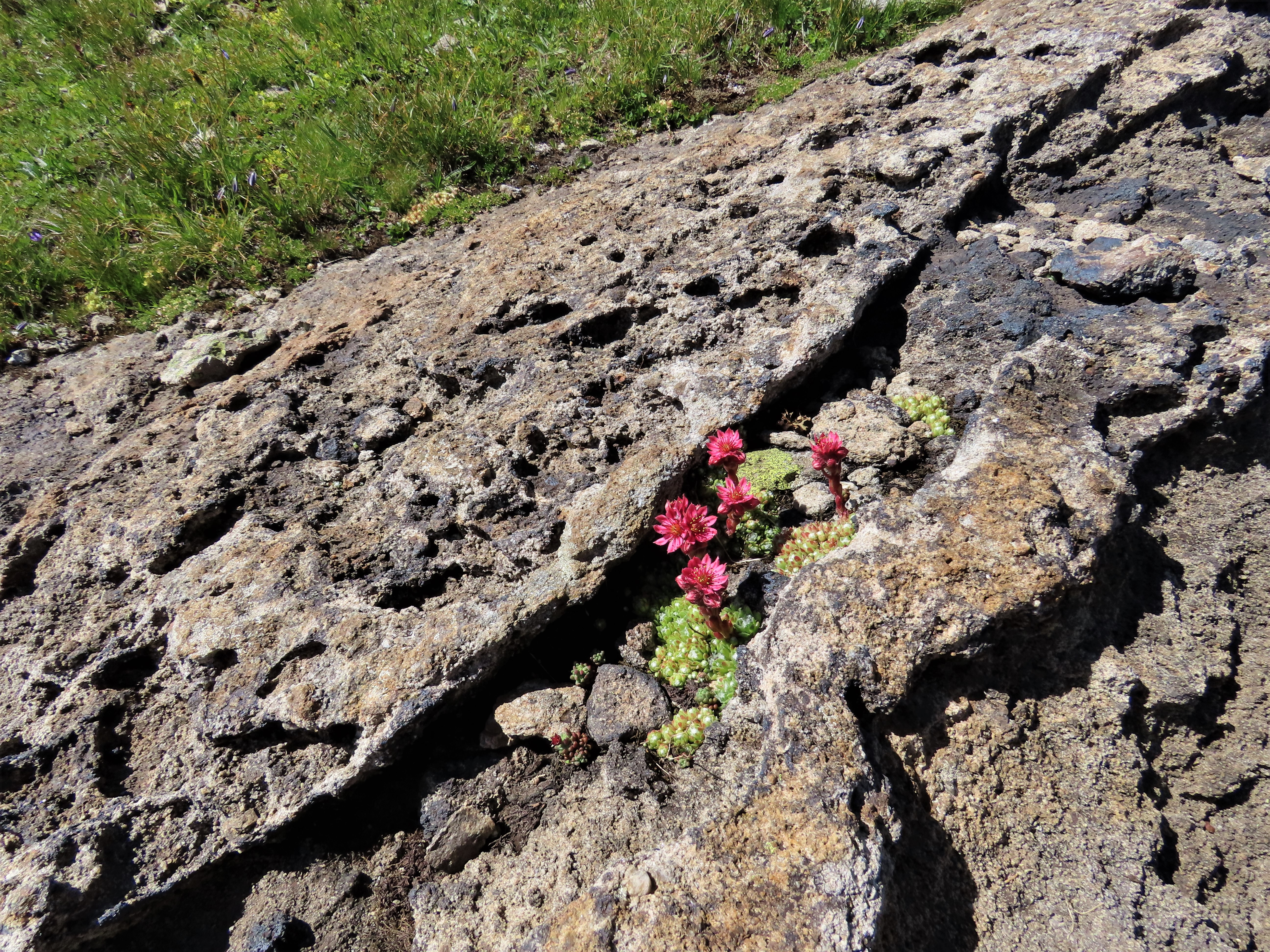
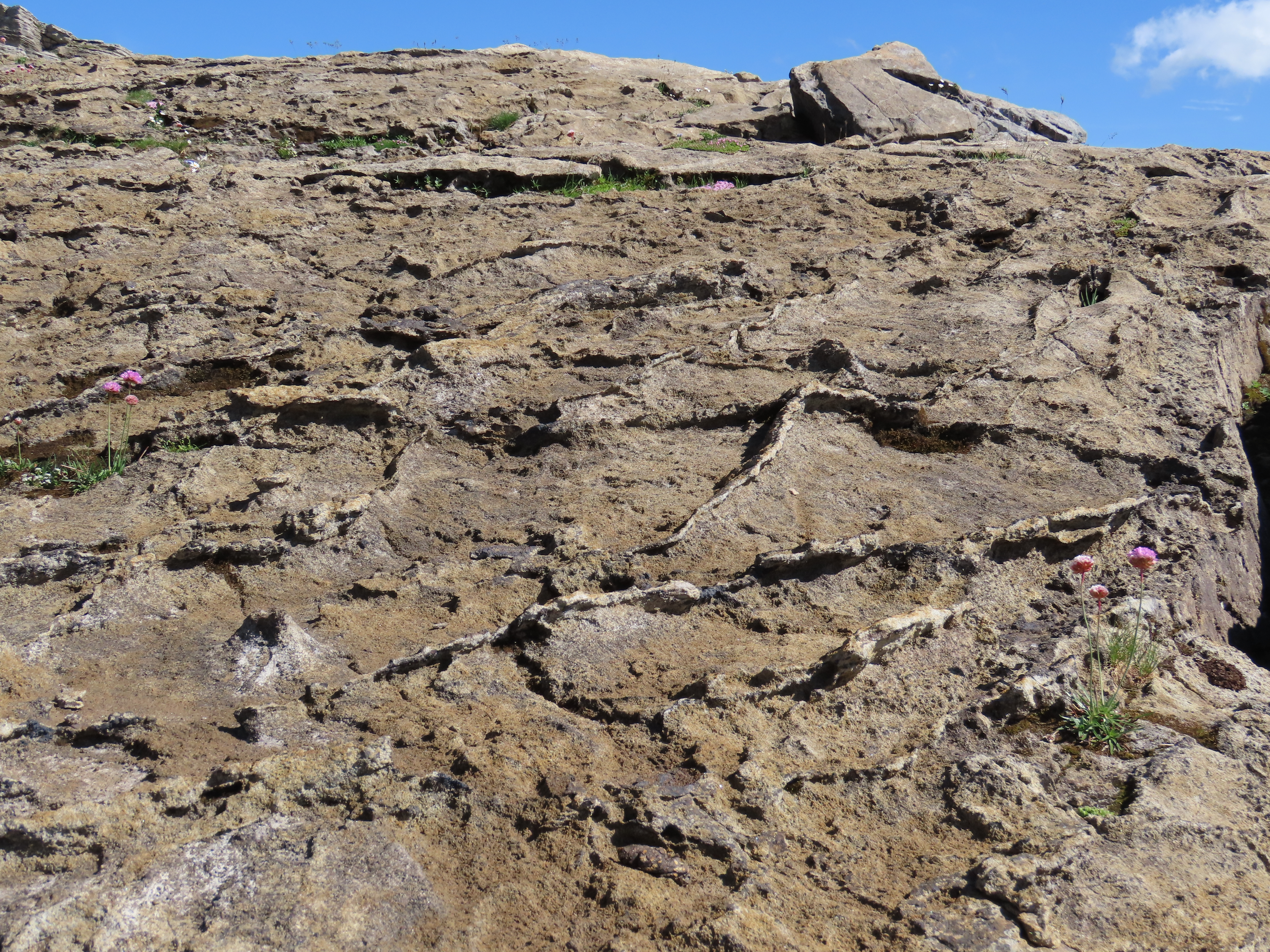